# Xilitla
Xilitla é um município do estado de San Luis Potosí, no México.